# Club Social y Deportivo Merlo
Club Social y Deportivo Merlo é um clube de futebol da cidade de Parque San Martín, partido de Merlo, na província de Buenos Aires, na Argentina. Eles jogam atualmente na Primera B Argentina, da Associação Argentina de Futebol.
Em 1956, o clube começou a jogar nas ligas inferiores AFA sob o nome de 9 de Julio, que é a data da Declaração da Independência Argentina. Eles mudaram a sua denominação atual em 1968.

## Títulos
- 1999/00 - Primera C Metropolitana
- 2005/06 - Primera C Metropolitana

## Jogadores Notáveis
- Javier Páez (1992-1994)
- Sergio Zárate (2002-2003)
- Antonio Barijho (2009-)